# Tadeusz Wyrwa-Krzyżański
Tadeusz Wyrwa-Krzyżański (ur. 21 października 1947 w Kuźnicy Czarnkowskiej, zm. 23 maja 2019) – polski poeta, pisarz, krytyk literacki i grafik.

## Życiorys
Urodził się w rodzinie Ireneusza Wyrwy i Janiny z domu Krzyżańskiej. Uczył się w Liceum Ogólnokształcącym w Czarnkowie. Dalszą edukację odbył w Studium Oświaty i Kultury w Szczecinie, a następnie podjął studia na Wydziale Nauk Społecznych Uniwersytetu im. Adama Mickiewicza w Poznaniu, które po roku przerwał.
Wydał 23 tomy wierszy, 3 książki prozatorskie i 9 dla dzieci, ogłosił 7 tek graficznych, miał kilkadziesiąt wystaw w Polsce i za granicą. Współpracował z Zeszytami Poetyckimi.